# Stylobates aeneus
Stylobates aeneus är en havsanemonart som beskrevs av Dall 1903. Stylobates aeneus ingår i släktet Stylobates och familjen Actiniidae. Inga underarter finns listade i Catalogue of Life.